# Sundasciurus fraterculus
Sundasciurus fraterculus е вид бозайник от семейство Катерицови (Sciuridae). Видът е застрашен от изчезване.

## Разпространение
Разпространен е в Индонезия (Суматра).